# Gisella di Baviera
Gisella (Ratisbona, 980 circa – Passavia, 7 maggio 1065) è stata una principessa tedesca della casa ducale di Baviera e, dal 1000, regina consorte d'Ungheria. Fu dichiarata beata nel 1975.

## Biografia
Gisella, figlia di Enrico II il Litigioso e di Gisella di Borgogna, nel 995 sposa Stefano d'Ungheria, da cui ha tre figli:
- Ottone
- Imre, poi canonizzato come Sant'Emerico
- Edvige

Contribuisce con fervore all'opera di cristianizzazione dell'Ungheria a fianco del marito.
Dopo la morte di questi, nel 1045 è costretta a lasciare l'Ungheria e si ritira in clausura nel monastero di Niedernburg a Passavia, dove rimane fino alla morte. Ancora oggi la sua tomba è meta di pellegrinaggio religioso.
Reliquie della beata sono conservate anche nella Cattedrale di San Michele di Vesprimia.
Nel XVIII secolo fu aperto il processo di canonizzazione, ma ebbe esito negativo. Fu dichiarata beata nel 1975.
L'arciduchessa Gisella d'Asburgo-Lorena, figlia dell'imperatore Francesco Giuseppe I d'Austria e di Elisabetta di Baviera, nata nel 1856, venne chiamata così in sua memoria.

## Ascendenza
|                         |                        |                       | Genitori                |  |  | Nonni |  |  | Bisnonni             |  |  | Trisnonni                |  |
|                         |                        |                       |                         |  |  |       |  |  | Enrico l'Uccellatore |  |  | Ottone, duca di Sassonia |  |
|                         |                        |                       |                         |  |  |       |  |  | Enrico l'Uccellatore |  |  | Ottone, duca di Sassonia |  |
|                         |                        | Edvige di Franconia   |                         |  |  |       |  |  | Enrico l'Uccellatore |  |  |                          |  |
| Enrico I di Baviera     |                        |                       |                         |  |  |       |  |  | Enrico l'Uccellatore |  |  |                          |  |
|                         |                        | Matilde di Ringelheim | Teodorico di Ringelheim |  |  |       |  |  |                      |  |  |                          |  |
|                         |                        | Matilde di Ringelheim | Teodorico di Ringelheim |  |  |       |  |  |                      |  |  |                          |  |
|                         |                        | Matilde di Ringelheim | Rainilde di Frisia      |  |  |       |  |  |                      |  |  |                          |  |
| Enrico II di Baviera    |                        | Matilde di Ringelheim |                         |  |  |       |  |  |                      |  |  |                          |  |
|                         |                        | Arnolfo di Baviera    | Liutpoldo di Baviera    |  |  |       |  |  |                      |  |  |                          |  |
|                         |                        | Arnolfo di Baviera    | Liutpoldo di Baviera    |  |  |       |  |  |                      |  |  |                          |  |
|                         |                        | Arnolfo di Baviera    | Cunegonda di Svevia     |  |  |       |  |  |                      |  |  |                          |  |
| Giuditta di Baviera     |                        | Arnolfo di Baviera    |                         |  |  |       |  |  |                      |  |  |                          |  |
|                         |                        | Giuditta del Friuli   | Eberardo del Friuli     |  |  |       |  |  |                      |  |  |                          |  |
|                         |                        | Giuditta del Friuli   | Eberardo del Friuli     |  |  |       |  |  |                      |  |  |                          |  |
|                         |                        | Giuditta del Friuli   | Gisella                 |  |  |       |  |  |                      |  |  |                          |  |
| Gisella di Baviera      |                        | Giuditta del Friuli   |                         |  |  |       |  |  |                      |  |  |                          |  |
|                         | Rodolfo II di Borgogna | Rodolfo I di Borgogna |                         |  |  |       |  |  |                      |  |  |                          |  |
|                         | Rodolfo II di Borgogna | Rodolfo I di Borgogna |                         |  |  |       |  |  |                      |  |  |                          |  |
|                         | Rodolfo II di Borgogna | Willa di Provenza     |                         |  |  |       |  |  |                      |  |  |                          |  |
| Corrado III di Borgogna | Rodolfo II di Borgogna |                       |                         |  |  |       |  |  |                      |  |  |                          |  |
|                         |                        | Berta di Svevia       | Burcardo II di Svevia   |  |  |       |  |  |                      |  |  |                          |  |
|                         |                        | Berta di Svevia       | Burcardo II di Svevia   |  |  |       |  |  |                      |  |  |                          |  |
|                         |                        | Berta di Svevia       | Regelinda di Zurigo     |  |  |       |  |  |                      |  |  |                          |  |
| Gisella di Borgogna     |                        | Berta di Svevia       |                         |  |  |       |  |  |                      |  |  |                          |  |
|                         |                        | -                     | -                       |  |  |       |  |  |                      |  |  |                          |  |
|                         |                        | -                     | -                       |  |  |       |  |  |                      |  |  |                          |  |
|                         |                        | -                     | -                       |  |  |       |  |  |                      |  |  |                          |  |
| Adelaide di Bellay      |                        | -                     |                         |  |  |       |  |  |                      |  |  |                          |  |
|                         |                        | -                     | -                       |  |  |       |  |  |                      |  |  |                          |  |
|                         |                        | -                     | -                       |  |  |       |  |  |                      |  |  |                          |  |
|                         |                        | -                     | -                       |  |  |       |  |  |                      |  |  |                          |  |
|                         |                        | -                     |                         |  |  |       |  |  |                      |  |  |                          |  |